# Alojzy Budzisz
Alojzy Budzisz (kasz. Alojzy Bùdzysz, ur. 10 czerwca 1874 w Świecinie, zm. 23 grudnia 1934 w Pucku) – nauczyciel, pisarz kaszubski.

## Życiorys
Na świat przyszedł jako syn nauczyciela. Zawód ten wykonywali także jego trzej bracia i dwaj szwagrowie. Uczył się w gimnazjum w Pelplinie oraz w seminarium nauczycielskim w Grudziądzu. W 1894 roku rozpoczął pracę jako nauczyciel w Wielkim Donimierzu, następnie pracował w Szemudzie, Wiczlinie i Mrzezinie. Po przejściu na emeryturę w 1912 roku mieszkał w Karlikowie, gdzie po I wojnie światowej pełnił funkcję sołtysa. Od 1923 przebywał w klasztorze sióstr elżbietanek w Pucku, w którym także zmarł. W tym samym mieście pochowany został  na cmentarzu. W 1912 roku zaczął pisać utwory literackie, publikowane na przełomie lat 20. i 30. XX wieku. Talent kaszubskiego nauczyciela został odkryty przez Friedricha Lorentza. Budzisz uznawany jest za jednego z najwybitniejszych literatów piszących w języku kaszubskim. Jest autorem ponad 120 utworów. Publikował na łamach „Bënë ë bùten”, „Przyjaciela Ludu Kaszubskiego”, „Gryfa Kaszubskiego”, „Gryfa” oraz w kalendarzach i publikacjach zbiorowych. Tworzył opowiadania, anegdoty, baśnie i wiersze. Część jego dorobku pozostała w rękopisach. Zasłynął jako humorysta i bystry obserwator życia na Kaszubach. Tematyka jego humoresek skupiona jest wokół  życia wsi kaszubskiej. Dorobek literacki Budzisza obejmuje także wydrukowany w 1932 roku na łamach "Gryfa" utwór pt. "Ballada” stanowiący poetycki obraz Bitwy pod Świecinem. W wierszu tym autor skupił się na problemie bratobójczej walki Polaków.

## Pokłosie
Zestawienie utworów Alojzego Budzisza wydane zostało dopiero w latach 80. XX wieku. Pierwszy tom opowiadań, zatytułowany "Modra kraina" wydrukowano w wersji polskojęzycznej nakładem Ludowej Spółdzielni Wydawniczej. Druga część opowiadań ukazała się w 1982 r. w wydanym przez Zrzeszenie Kaszubsko-Pomorskie zbiorze "Zemja Kaszëbskō" w opracowaniu Jana Drzeżdżona. Twórczość kaszubskiego literata stała się przedmiotem zainteresowań między innymi Leona Roppla i Jana Drzeżdżona. W 1994 roku powstała na Uniwersytecie Gdańskim dysertacja doktorska Róży Wosiak-Śliwy "Kaszubszczyzna pisarzy Jana Bilota i Alojzego Budzisza", napisana pod kierunkiem prof. Edwarda Brezy. 
Imię Alojzego Budzisza nosiła zlikwidowana w 2013 roku Biblioteka Powiatowa w Pucku. Imieniem kaszubskiego twórcy nazwano jedną z ulic w Bojanie.